# Xysticus humilis
Xysticus humilis là một loài nhện trong họ Thomisidae.
Loài này thuộc chi Xysticus. Xysticus humilis được miêu tả năm 1965 bởi Redner & Charles Denton Dondale.